# Bill Koch
William Conrad „Bill“ Koch (* 7. Juni 1955 in Brattleboro, Vermont) ist ein ehemaliger US-amerikanischer Skilangläufer.
Er war der erste US-amerikanische Skilangläufer, der sich in der Weltklasse etablieren konnte. Bei den Olympischen Spielen 1976 in Innsbruck konnte er die Silbermedaille über 30 Kilometer gewinnen.
Seine größte sportliche Enttäuschung war das Abschneiden bei den Olympischen Spielen 1980 im eigenen Land, als er sich in den Wäldern um Lake Placid nicht im Vorderfeld platzieren konnte.
Im Jahr 1981 gewann er den Engadin Skimarathon, 1982 den Skilanglauf-Weltcup.

## Erfolge

### Weltcupsiege im Einzel
| Nr. | Datum            | Ort        | Disziplin             |
| --- | ---------------- | ---------- | --------------------- |
| 1.  | 16. Januar 1982  | Le Brassus | 15 km Individualstart |
| 2.  | 24. Januar 1982  | Brusson    | 30 km Individualstart |
| 3.  | 12. März 1982    | Falun      | 30 km Individualstart |
| 4.  | 27. März 1982    | Kastelruth | 15 km Individualstart |
| 5.  | 12. Februar 1983 | Sarajevo   | 30 km Individualstart |

### Siege bei Skimarathon-Rennen
- 1981 Engadin Skimarathon, 42 km

### Weltcup-Gesamtplatzierungen
| Saison  | Platz | Punkte |
| ------- | ----- | ------ |
| 1981/82 | 1.    | 121    |
| 1982/83 | 3.    | 114    |
| 1983/84 | 54.   | 4      |